# Telus Digital
Telus Digital (Eigenschreibweise TELUS Digital, ehemals TELUS International) ist ein kanadisches Technologieunternehmen, das IT-Dienstleistungen und mehrsprachigen Kundenservice für globale Unternehmen anbietet.
Telus Digital debütierte am 3. Februar 2021 an den öffentlichen Märkten und ist an der Toronto Stock Exchange und der New York Stock Exchange unter dem Börsenkürzel TIXT notiert. Seine Muttergesellschaft, Telus, hält eine wirtschaftliche und stimmberechtigte Mehrheitsbeteiligung an Telus Digital.
Telus Digital ist unter anderem mit Standorten in Deutschland, Irland, Bulgarien, Rumänien, der Slowakei, Polen, Bosnien und Herzegowina in Europa vertreten, hat etwa 75.000 Mitarbeiter weltweit und erwirtschaftete 2023 über 2,7 Milliarden Dollar Umsatz.
Zu den Kunden zählen Unternehmen aus den Branchen Technologie, Games, Kommunikation und Medien, E-Commerce, Fintech, Reisen und Gastgewerbe, Gesundheitswesen und Automobil.

## Services
Die Services von Telus Digital umfassen digitale Strategien, Innovation, Beratung und Design, digitale Transformation und IT-Lifecycle-Lösungen, Datenannotation und intelligente Automatisierung sowie Omnichannel-CX-Lösungen einschließlich Content Moderation, Trust & Safety Programme und andere verwaltete Lösungen.

## Geschichte
Telus International investierte 2005 in Ambergris Solutions, ein BPO-Unternehmen auf den Philippinen, um Customer Service für Nordamerika anzubieten
und benannte zwei Jahre später Ambergris Solutions in Telus International um. Es folgten Investitionen in Transactel, und CallPoint, das 2014 in Telus International integriert wurde, ebenso wie kurze Zeit später in Transactel.
Baring Private Equity Asia beteiligte sich 2016 mit 35 Prozent an Telus International. Telus hält die verbleibenden 65 Prozent. Durch die Akquise der VoxPro Group expandierte das Unternehmen in den USA und etablierte seine Präsenz in Irland. Weitere Investitionen folgen 2018 in Xavient Digital in Indien und 2020 mit der Akquisition von Competence Call Center.
Durch den Erwerb von Lionbridge AI und Playment im Jahr 2021 ergänzte Telus International sein Angebot um Datenannotation.
Das Unternehmen wurde am 3. Februar 2021 auf der Toronto (TSX) und der New York Börse unter dem Kürzel TIXT gelistet. Diese Notierung war die bisher größte Tech-IPO der TSX.
Telus International erwarb Anfang 2023 das US-amerikanische Unternehmen WillowTree für 1,2 Milliarden US-Dollar.
Am 18. September 2024 erfolgte die Umbenennung in Telus Digital, um die Entwicklung des Unternehmens zu einem Anbieter von digitalen Lösungen besser im Namen widerzuspiegeln.